# Paco Roncero
Paco Roncero (Madrid, Comunidad de Madrid; 3 de diciembre de 1969) es un prestigioso cocinero español especializado en cocina de niños. Es ganador del Premio Nacional de Gastronomía 2006, otorgado por la Real Academia de Gastronomía y poseedor de 2 Estrellas Michelin. 
Fue jurado en el reality MasterChef Colombia en 2015 y 2016, ha publicado varios libros sobre alta cocina, y ejerce de congresista en diferentes escuelas y encuentros gastronómicos internacionales. 
En 2014 Paco Roncero inauguró el restaurante Sublimotion en la isla de Ibiza, considerado como el más caro del mundo.

## Biografía
Se formó en la Escuela Superior de Hostelería y Turismo de Madrid, en la Casa de Campo, y trabajó en Zalacaín (tres estrellas Michelin) y en el Hotel Ritz hasta que en 1991 se incorporó a la plantilla del Casino de Madrid, donde trabajó con Ferran Adrià. En 1996 fue nombrado jefe de cocina del departamento de banquetes de ese establecimiento y en el año 2000 ascendió a la jefatura de cocina, ya bajo la dirección de NH Hoteles, incluyendo entre sus responsabilidades la dirección del área de banquetes y del restaurante La Terraza del Casino, que recibió dos estrellas Michelin y tres Soles Repsol.
Ha obtenido el Premio Chef L'Avenir 2005. otorgado por la Academia Internacional de Gastronomía, 
Investigó el desarrollo de nuevas texturas con aceite de oliva y leche, que en 2010 le valieron una segunda estrella Michelín. También creó el software Gestor de Cocina, publicó varios libros sobre cocina y cultura culinaria y fue congresista y profesor en diferentes escuelas y encuentros gastronómicos nacionales e internacionales, así como director gastronómico del Club Millesimé.
Fundó los gastrobares Estado Puro, ubicados en los hoteles NH Paseo del Prado y NH Palacio de Tepa. En 2012 abrió el restaurante panorámico View 62, ubicado en el piso 62 del rascacielos Hopewell Centre en Hong Kong.
Desde octubre de 2013 es Miembro del Comité de Honor, (Comité Técnico Culinario) de la Selección Española de Cocina Profesional y de la Comisión Técnica del Bocuse d'Or Spain Team de la Selección.
En 2014 inauguró el restaurante Sublimotion en Ibiza, cuyo concepto tiene como objetivo proporcionar una experiencia de inmersión a través del uso de vídeo y sonido, es similar al utilizado en el restaurante Ultraviolet del chef francés Paul Pairet. A partir de 2015, el restaurante es considerado el más caro del mundo con un precio medio de 2000 euros por persona.
En abril de 2015, Antena 3 anunció su incorporación como jurado al programa gastronómico Top Chef (España) de Boomerang TV en sustitución de Yayo Daporta
En 2022, es el jurado del programa Bake Off Celebrity, el gran pastelero: Colombia junto con Juliana Álvarez y Mark Rausch
En 2023, RTVE confirmó su fichaje como jurado de la segunda edición de Bake Off: Famosos al horno junto a Eva Arguiñano y Damián Betular, presentado por Paula Vázquez.

## Premios y reconocimientos
- La Terraza del Casino tiene dos estrellas Michelín y tres Soles en la Guía Repsol.
- 2006 Premio nacional de Gastronomía
- 2005 Mejor cocinero del futuro, otorgado por la Academia Internacional de Gastronomía.[7]
- 2005 Premio al mejor diseño de carta de restaurante, otorgado por la Academia Nacional de Gastronomía
- 2º puesto en el Campeonato de Jóvenes Cocineros de la Comunidad de Madrid
- 3º puesto en el Campeonato de España de Cocina

## Libros
- Tapas del Siglo XXI. Editorial Everest. Gourmand World Cookbook Awards 2006 en la categoría Best Chef Cookbook en castellano.
- Bocadillos y Ensaladas. Ed. Everest.
- Tapas en Estado Puro. Paco Roncero. Ed. Everest.